# Сърнегор
Сърнегор е село в Южна България. То се намира в община Брезово, област Пловдив.

## Известни личности
Гл.г. Николай Грозев - български шеф готвач, бъдещ носител на звезда Мишлен.

## География
Село Сърнегор се намира в полите на Средна гора.
Преобладаващ стръмен терен. Язовири.

## История
На 23 юни 1944 г. край с. Сухозем, Карловско, пада американски бомбардировач Б-17. Бордният стрелец сержант Харолд Джеймс от Чикаго (щ. Илиноис), е заловен край с. Сърнегор. Партизани от четата на Леваневски нападат кметството в селото и го освобождават. Джеймс прекарва известно време при тях и по-късно е прехвърлен в родината си. Известно е неговото писмо от 10 септември 1944 г. до неговите освободители.

## Религии
православни християни

## Културни и природни забележителности
Църква „Св. Димитър“, паметник на загиналите за национално освобождение, паметна плоча на американския пилот Харолд Джеймс.

## Редовни събития
Празник на розата.
Димитровден – празник на селото.